# Love Gets Me Every Time
«Love Gets Me Every Time» (en español El Amor Siempre Me Hace Caer) es una canción escrita y producida por la cantante canadiense Shania Twain y el productor Robert Lange, para su tercer álbum de estudio, Come on Over. Se lanzó cómo primer sencillo del álbum en septiembre de 1997, en las estaciones de radio country, en Estados Unidos.
La canción, fue un éxito, llegando al número uno en la lista de canciones country durante cinco semanas. Hasta la fecha, es el sencillo de mayor estadía de Twain en esta lista. La canción, más tarde fue incluida en la primera recopilación de Twain, Greatest Hits, en el 2004.

## Vídeo musical
El videoclip, se filmó el 3 y 4 de septiembre de 1997 en Nueva York y fue dirigido por Timothy White.
En el vídeo, se puede ver a Shania en una de las sesiones de fotos de su entonces nuevo álbum Come on Over, por lo que las fotos se utilizaron en la portada del álbum.

## Recepción
"Love Gets Me Every Time", debutó en el "Billboard Hot Country Singles & Tracks", en la semana del 4 de octubre de 1997 en el número 29, convirtiéndose, hasta entonces, en debut más alto y hasta la fecha es el segundo después de "I'm Gonna Getcha Good!". La canción, se mantuvo en la lista durante 20 semanas y llegó al número uno el 8 de noviembre de 1997, donde permaneció durante cinco semanas; hasta el momento, es la canción de Twain que ha permanecido más semanas en el primer puesto en la lista country y también la de más rápido ascenso a la cima (solo seis semanas).
"Love Gets Me Every Time", fue la cuarta canción de Twain en aparecer en el" Billboard Hot 100", llegando al número 25 como posición máxima, por lo que, también, tuvo alguna repercusión en las radios pop de Estados Unidos. Llegó al n.º 4 en Canadá, hasta entonces su segundo sencillo que alcanzaba el top 10.

## Posicionamiento
| Listas                                       | Posición Alcanzada |
| -------------------------------------------- | ------------------ |
| Canadá                                       | 4                  |
| Canadá RPM Country Singles                   | 1                  |
| EE.UU Billboard Hot Country Singles & Tracks | 1                  |
| EE.UU Billboard Country Singles Sales        | 2                  |
| EE.UU Billboard Hot 100                      | 25                 |
| EE.UU Billboard Hot 100 Singles Sales        | 12                 |